# 日本マラカンブ協会
一般社団法人日本マラカンブ協会（にほんマラカンブきょうかい、英: Mallakhamb Federation of Japan）は、インドの国技として知られるマラカンブの日本における普及のため、竹元景子により設立された団体。
マラカンブの日本における普及、およびマラカンブを通して日本とインドの親交を深めることを目的に設立された。

## 来歴
- 2018年8月 - アメリカ・エアリアルの大会で竹元景子が準優勝。
- 2019年2月15日 - インドのムンバイにおて第1回目のマラカンブワールドカップが開催された。日本代表として出場した竹元景子がポールマラカンブのショートセット、ロングセット共に優勝。ロープとポールの合計得点で総合3位に入賞した。
- 2021年4月26日 - 一般社団法人日本マラカンブ協会として発足。

## 役員一覧
- 竹元景子（代表理事）
- 川保天骨（理事）